# Organismes chargés de l'application de la loi en Espagne

Carte avec les diverses polices de l'Espagne.
Communauté autonome sans UA (unités assignées) ou sans police indépendante du CNP (Corps national de police).
Communauté autonome avec une UA du CNP.
Communauté autonome avec une police indépendante du CNP

Les forces et corps de sécurité de l'État, en droit espagnol, sont un ensemble de forces de sécurité à caractère professionnel et permanent, que la loi organique 2/1986 met au service des administrations pour le maintien de la sécurité publique,.

## Structure

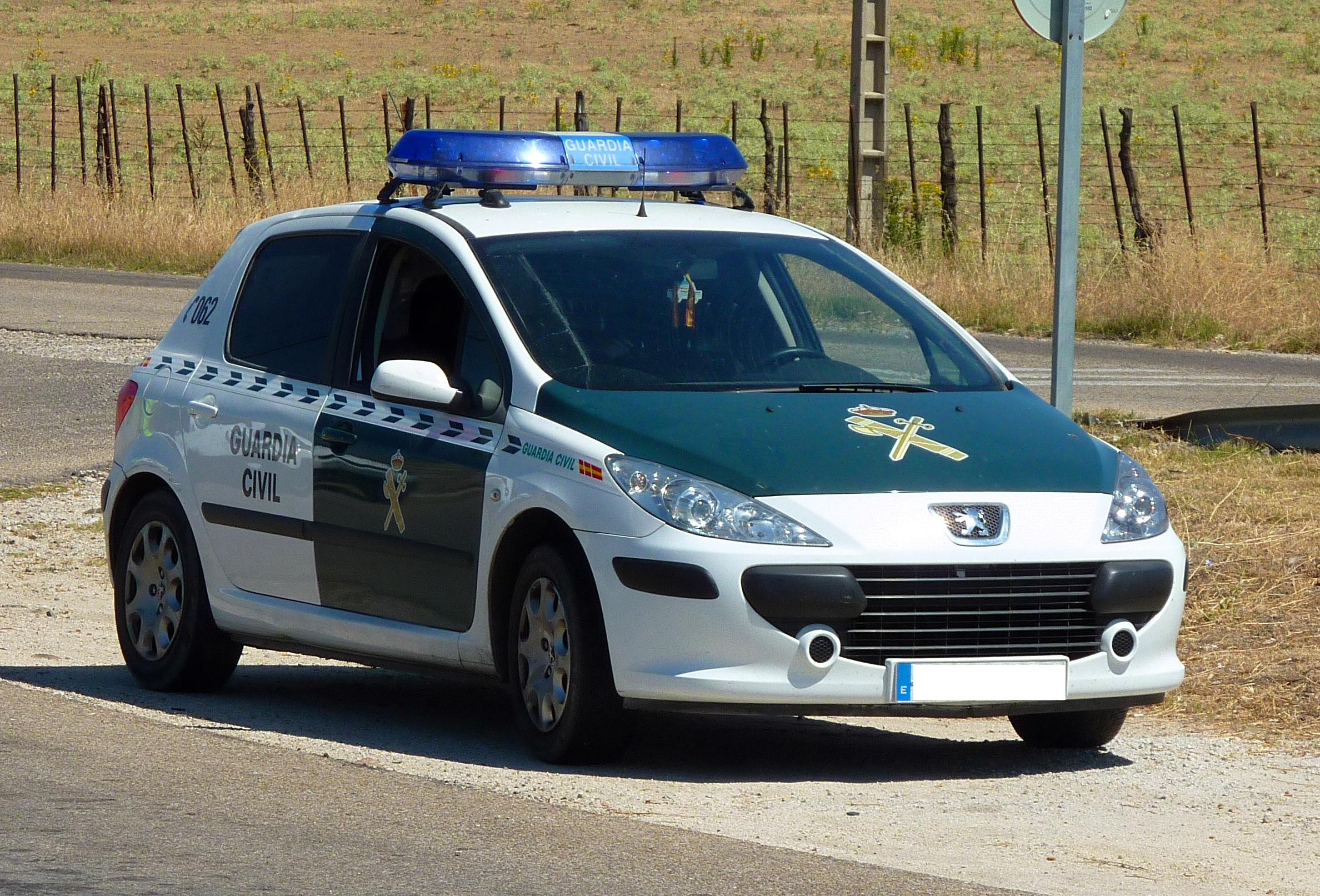
Patrouille de la Garde civile.

L'organisation territoriale de l'Espagne tient compte de l'existence de trois niveaux administratifs (national, communauté autonome et local). De cette façon, chaque administration territoriale a ou peut avoir un corps de sécurité propre dans son organisation.
Conformément à l'article 2 de la loi organique 2/1986, les forces et corps de sécurité se composent des :
- Forces et corps de sécurité de l'État dépendant du Gouvernement de la nation ;
- Corps de police dépendant des communautés autonomes ;
- Corps de police dépendant des corporations locales.

### Forces et corps de sécurité de l'État

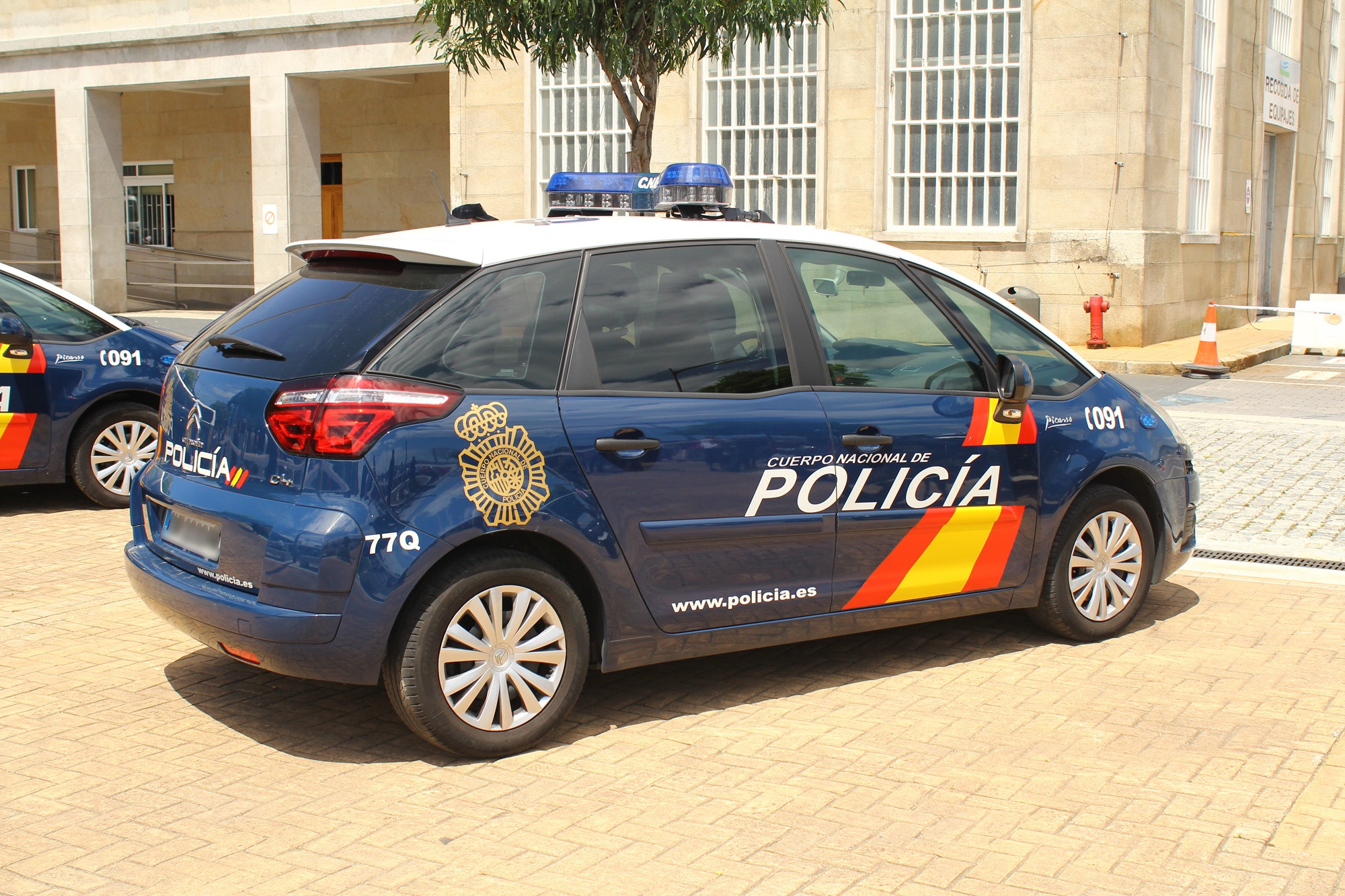
Véhicule du Corps National de Police.

Il faut distinguer les forces et corps de sécurité, qui sont formés par toutes les polices, et les forces et corps de sécurité de l'État, qui se rapportent uniquement aux forces de sécurité de l'administration générale de l'État.
Sont dépendants du Gouvernement de la nation : 
- La Garde civile : la Garde civile est le corps de gendarmerie national (nature militaire) du pays. Elle opère notablement en milieu rural, mais elle occupe tout le territoire national. La Garde civile dépend principalement du ministère de l'Intérieur, bien qu'également, en raison de son caractère militaire, pour certains aspects du ministère de la Défense.[3] Elle a pour mission de protéger le libre exercice des droits et libertés et garantir la sécurité citoyenne.

- Le Corps national de police : c'est une institution armée de nature civile, dépendante du ministère de l'Intérieur qui occupe de même que la Garde civile tout le territoire national à l'exception des communautés autonomes avec police propre. Il se charge des recherches pénales, judiciaires, terroristes et les cas d'ordre public et immigration.

### Polices des communautés autonomes

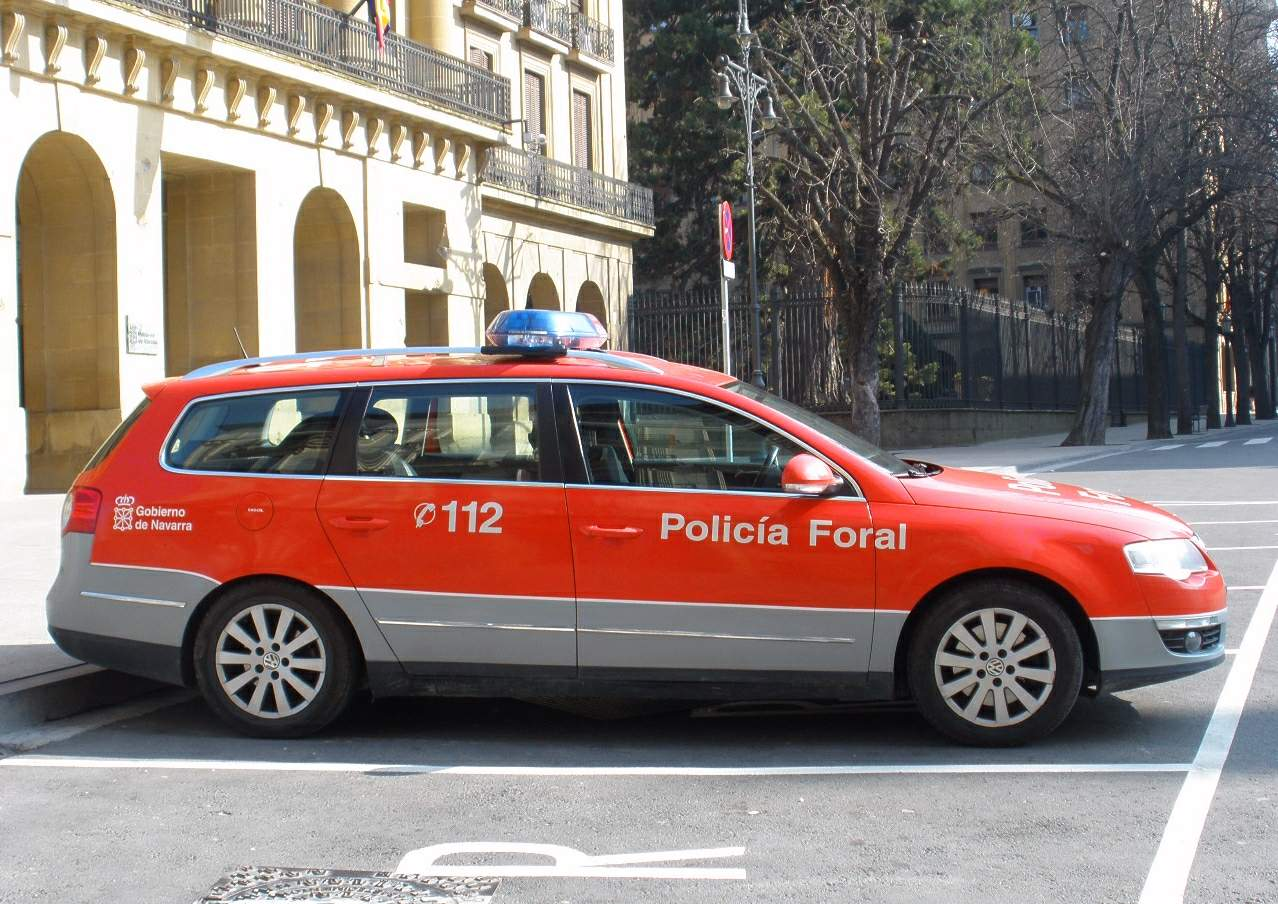
Voiture de la Police forale.

En raison de l'organisation territoriale espagnole en communautés autonomes, il est permis que celles-ci puissent créer leurs propres polices, à condition que cette possibilité ait été prévue dans les respectifs statuts d'autonomie. Ces corps assument en divers degré les compétences du Corps national de police et de la Garde civile. Parmi les corps prévus à la création par les communautés autonomes, les suivants ont été créés : 
- Mossos d'Esquadra : c'est la police de la communauté autonome de Catalogne. Elle remplace tant la Garde civile comme le Corps national de police dans la plupart de leurs fonctions.
- Ertzaintza : C'est la police de la communauté autonome du Pays basque. Elle remplace tant la Garde civile comme le Corps national de police dans la plupart de leurs fonctions.
- Police Forale : c'est la police de la communauté autonome de Navarre. Elle ne remplace pas la Corps national de Police ni la Garde civile, mais elle forme un corps de police additionnel dans la communauté autonome.
- Police des Canaries : c'est la police de la communauté autonome des Îles Canaries. Elle ne remplace pas le Corps national de police ni la Garde civile, mais forme un corps de police additionnel dans la communauté autonome.

### Police locale

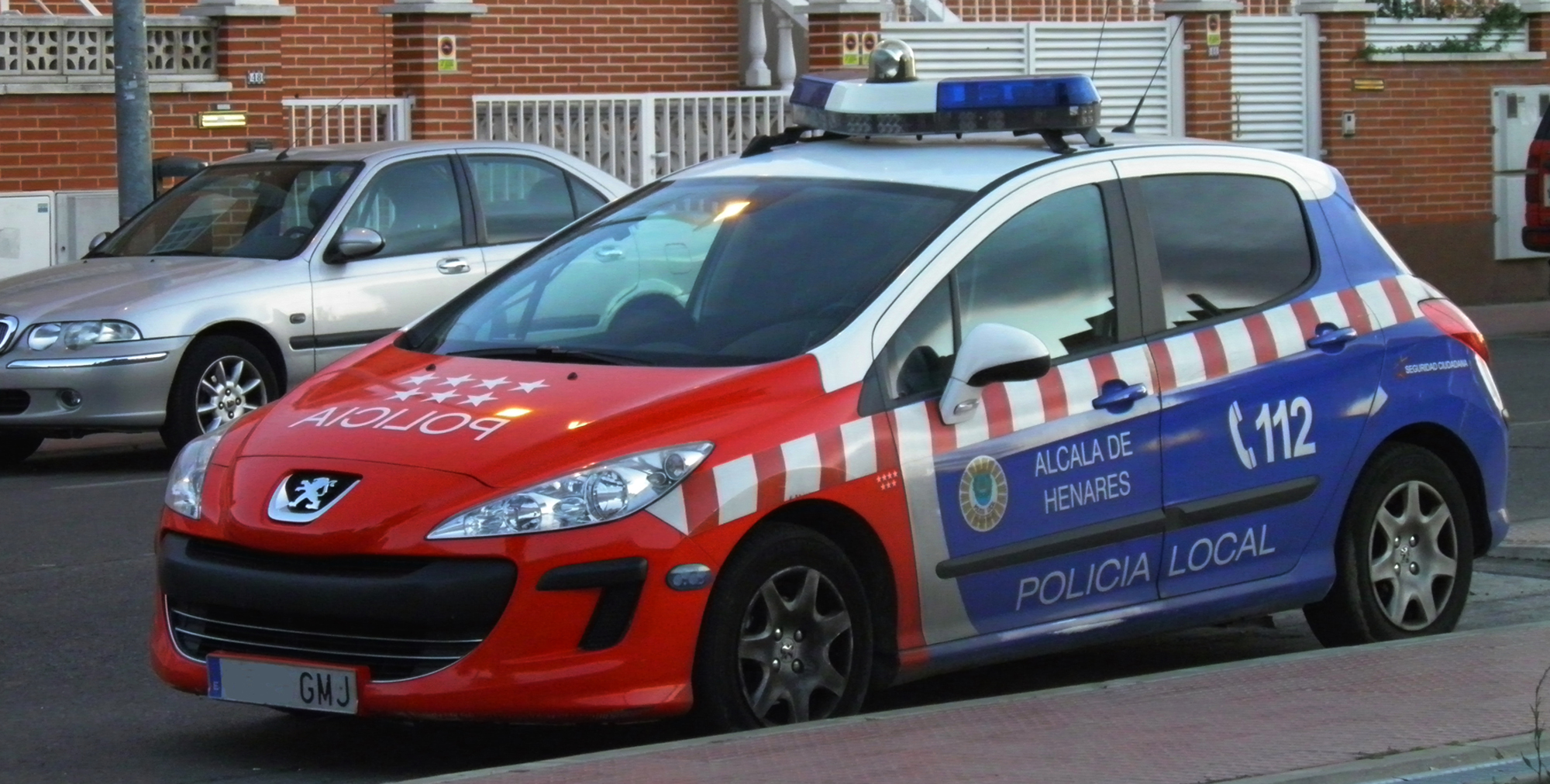
Voiture des BESCAM à Alcalá de Henares.

Dans les communes, il existe des corps de police qui dépendent de la mairie locale et appelés, selon la zone, Police locale ou Garde urbaine, les plus importants étant la Police municipale de Madrid et la Garde urbaine de Barcelone. De plus, les corporations locales qui réunissent certaines caractéristiques peuvent créer des postes d'auxiliaires de Police et des corps d'agent de mobilité pour compléter le travail de la Police locale.
En outre, il existe une exception : les BESCAM (brigades spéciales de sécurité de la communauté autonome de Madrid), qui ne constituent pas une police de communauté autonome, mais un organisme qui agit comme police locale dans les communes trop petites pour financer une police municipale propre et renforcer ainsi celles des autres villes de taille moyenne.

### Service de surveillance douanière

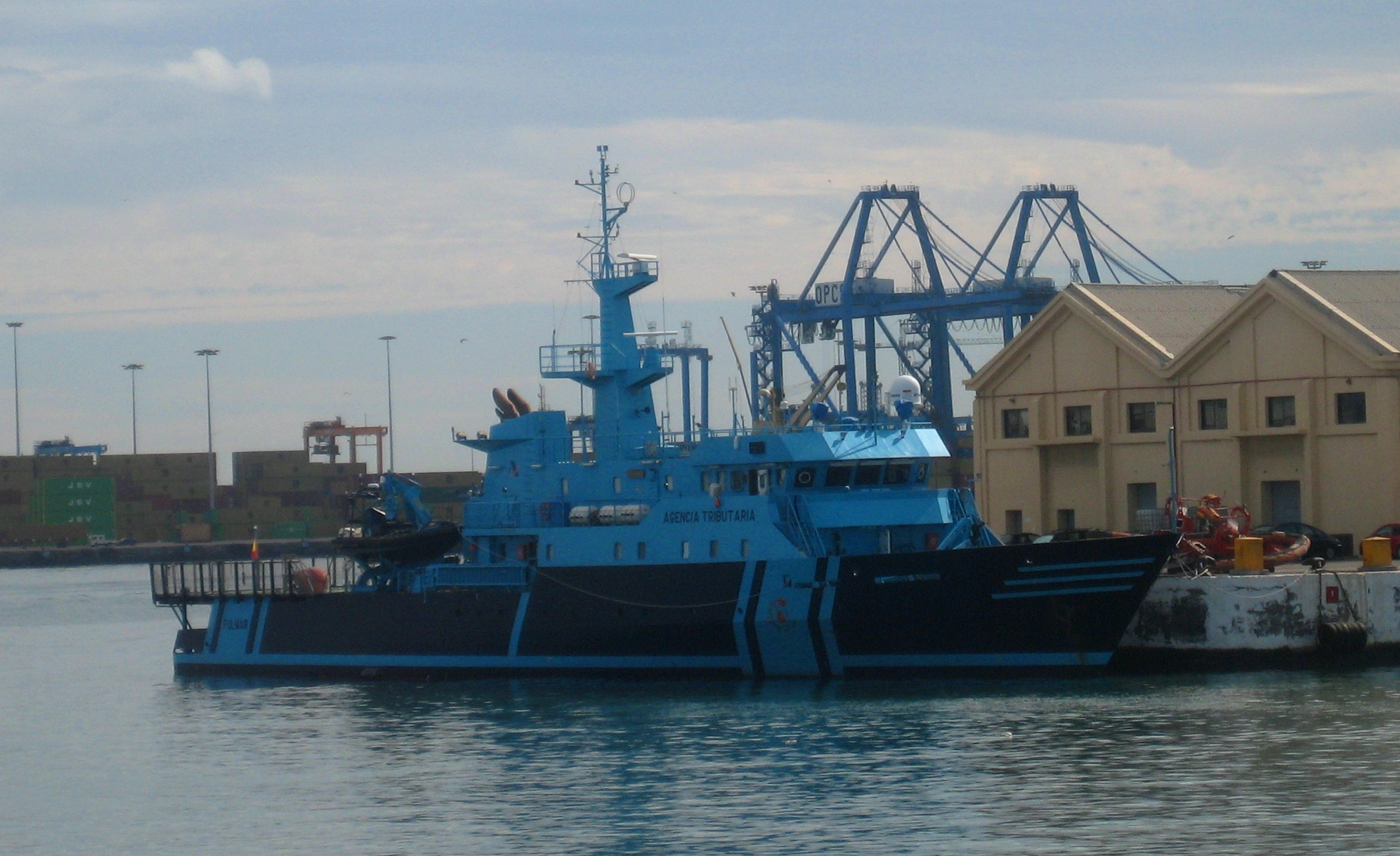
Bateau d'action océanique Fulmar dans l'arsenal de Las Palmas du SVA.

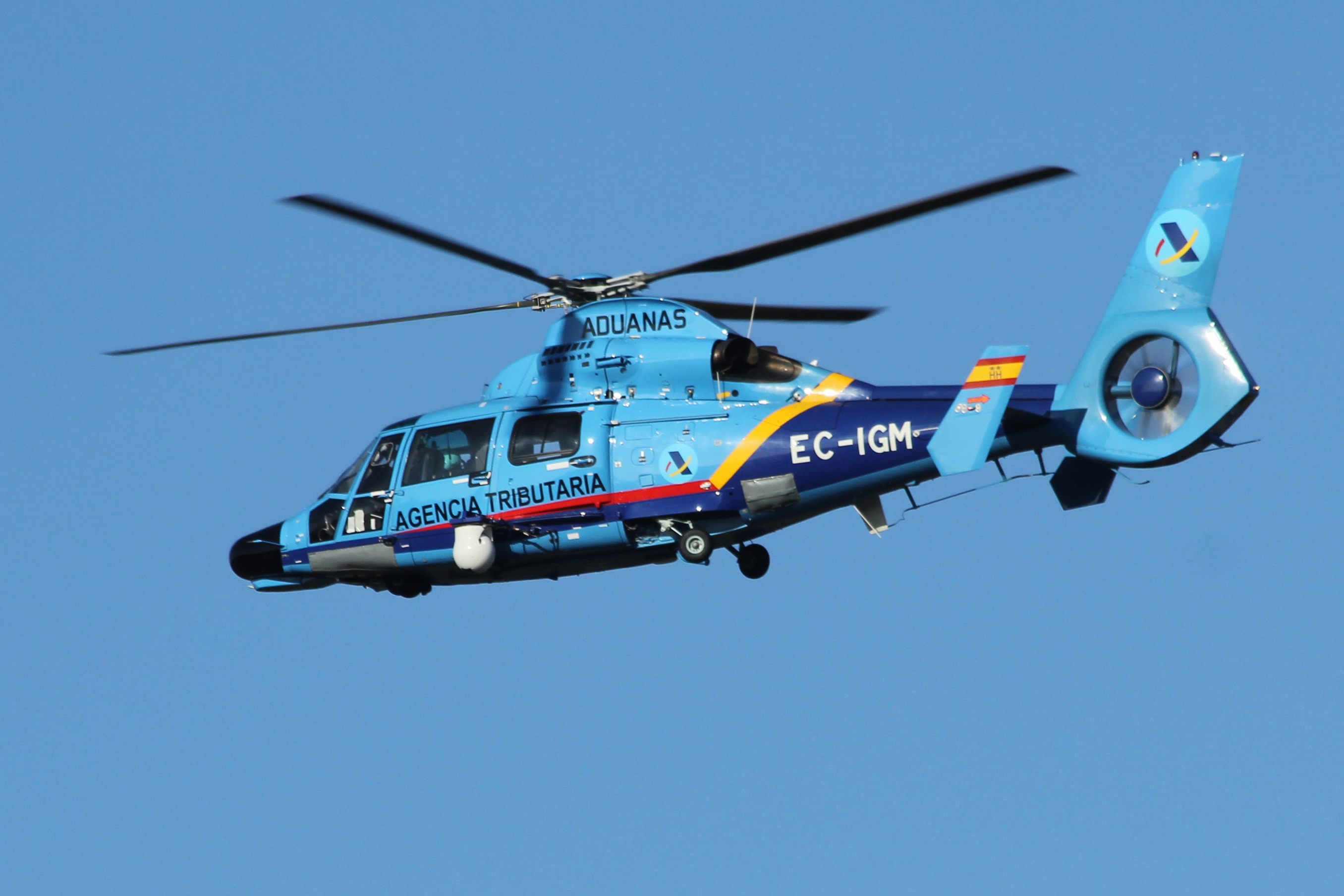
Eurocopter AS-365N-3 Dauphin 2 du Service de surveillance douanière.

Le Service de surveillance douanière (SVA) est un service à caractère policier qui développe son activité dans la lutte contre la contrebande, le blanchissement de capitaux et la fraude fiscale et qui dépend organiquement du département des douanes et impôts spéciaux de l'Agence tributaire (AEAT).
Ses opérations et recherches sont centrées sur la répression des délits et infractions visés dans la loi organique de répression de la contrebande, sur tout le territoire espagnol, son espace aérien, et ses eaux juridictionnelles; même si, les moyens dont il dispose lui permettent de réaliser des interceptions et des abordages de bateaux qui pratiquent du trafic de drogues en eaux internationales.

### Police portuaire
La Police portuaire est un corps, en uniforme, dépendant de chacune des autorités portuaires de l'Espagne (ports de l'État - ministère de l'Équipement). 

### Agents forestiers
Les agents forestiers, qui sont aussi appelés agents ruraux, agents environnementaux, agents de l'environnement ou agents pour la protection de la nature selon la zone, sont des fonctionnaires publics dépendant du gouvernement de chaque communauté autonome. Ils ont la fonction de police et garde des biens juridiques de la nature forestière, ainsi que de police judiciaire, comme l'établit l'alinéa 6 de l'article 283 de la « Ley de Enjuiciamiento Criminal » (une loi nationale qui régule le procès pénal en Espagne).  

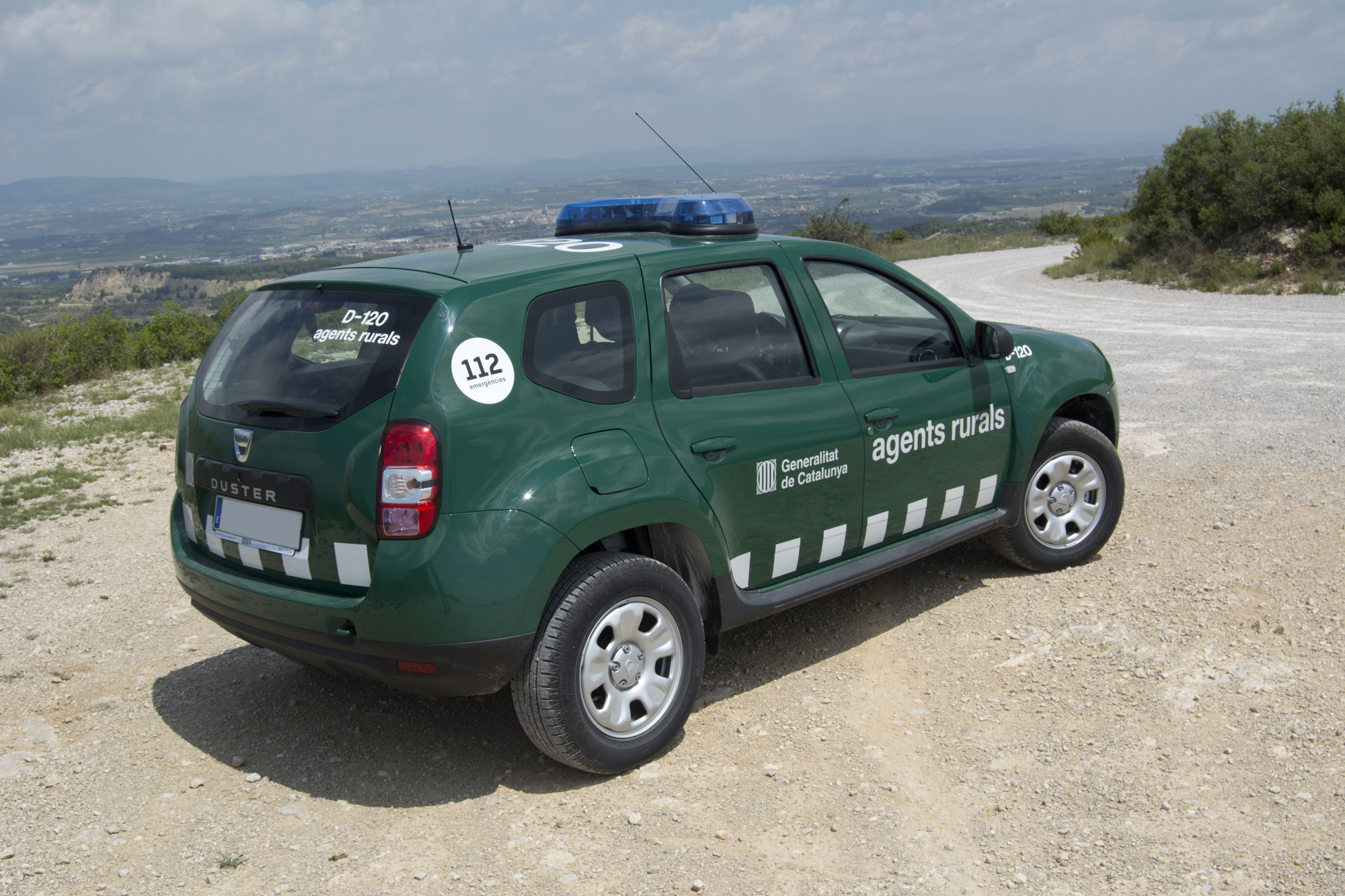
Véhicule des Agents Rurals (agents forestiers de la Catalogne).